# Vjatka (fiume)
La Vjatka (in russo Вятка?; in udmurto Ватка́; in tataro Нократ) è un fiume della Russia europea nordorientale, affluente di destra della Kama.

## Percorso

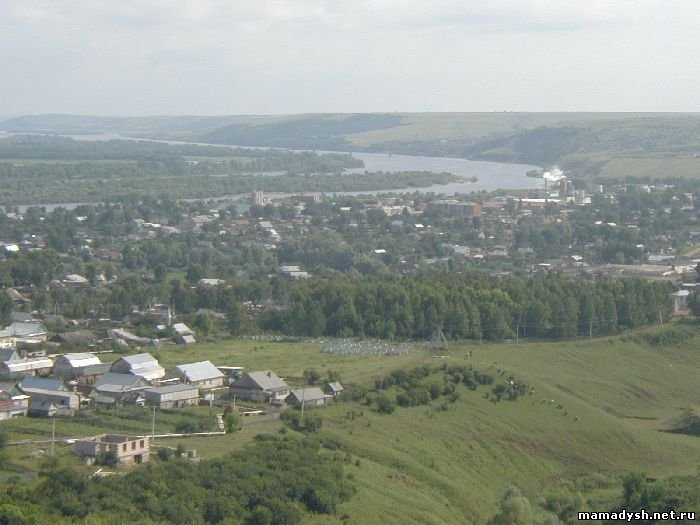
Il fiume a Mamadyš

Nasce sulle alture della Kama nell'estrema parte settentrionale della Repubblica Autonoma dell'Udmurtia, fra le città di Glazov e Omutninsk; si dirige dapprima verso nord, scorrendo per qualche decina di chilometri parallelamente all'alto corso della Kama. Nei pressi di Kirs piega verso sudovest, costeggiando a meridione i rilievi degli Uvali settentrionali; bagna in questa sua parte del corso alcune importanti città, fra cui Slobodskoj, Kirovo-Čepeck, Novovjatsk, Kirov, Kotel'nič. All'altezza di quest'ultima città compie un'altra decisa piega e prende una direzione sudorientale, percorrendo la parte meridionale della oblast' di Kirov; tocca Sovetsk, Uržum, Malmyž e Vjatskie Poljany, prima di entrare nel territorio del Tatarstan, dove tocca la cittadina di Mamadyš, sfociando dopo pochi chilometri nella Kama, all'imbocco del bacino artificiale di Samara vicino a Nižnekamsk.
Il fiume Vjatka è navigabile per circa 700 chilometri a monte della foce, fino all'incirca alla città di Kirov, che salgono a circa 1.000 km (a monte della foce fino a Kirs) nel periodo di piena primaverile; è gelato nel periodo compreso fra i primi di novembre e la seconda metà di aprile.

## Affluenti
Fra i principali affluenti del fiume sono: Kobra, Letka, Velikaja, Moloma, Pižma e Šošma da destra, Belaja Cholunica, Čepca, Bystrica, Voja, Kil'mez' da sinistra.